# District de Grieskirchen
Le district de Grieskirchen est une subdivision territoriale du Land de Haute-Autriche en Autriche.

## Géographie

### Lieux administratifs voisins
|  |  |  |
|  |  |  |
|  |  |  |

## Communes
Le district de Grieskirchen est subdivisé en 34 communes :
- Aistersheim
- Bad Schallerbach
- Bruck-Waasen
- Eschenau im Hausruckkreis
- Gallspach
- Gaspoltshofen
- Geboltskirchen
- Grieskirchen
- Haag am Hausruck
- Heiligenberg
- Hofkirchen an der Trattnach
- Kallham
- Kematen am Innbach
- Meggenhofen
- Michaelnbach
- Natternbach
- Neukirchen am Walde
- Neumarkt im Hausruckkreis
- Peuerbach
- Pollham
- Pötting
- Pram
- Rottenbach
- Schlüsslberg
- Sankt Agatha
- Sankt Georgen bei Grieskirchen
- Sankt Thomas
- Steegen
- Taufkirchen an der Trattnach
- Tollet
- Waizenkirchen
- Wallern an der Trattnach
- Weibern
- Wendling